# Biblioteca Ecuatoriana Aurelio Espinosa Pólit
La Biblioteca Ecuatoriana Aurelio Espinosa Pólit (BEAEP) también conocida como Centro Cultural Biblioteca Ecuatoriana Aurelio Espinosa Pólit o simplemente Biblioteca Aurelio Espinosa Pólit, se encuentra en la localidad de Cotocollao al norte de Quito, en la cual además de existe un museo, y la colección más grande de mariposas ecuatorianas. Lleva el nombre de su fundador que la creó en 1929 y es considerada el mayor repositorio bibliográfico del Ecuador.

## Fondo bibliográfico
La biblioteca cuenta con 300.000 ejemplares, entre el fondo antiguo ecuatoriano, el fondo antiguo extranjero y 16 fondos donados por escritores particulares.
Cuenta con un área de hemeroteca con 7.000 títulos desde el siglo XIX a la actualidad.
En esa biblioteca se encuentran un manuscrito del Himno Nacional de la República del Ecuador escrito por Juan León Mera entre varios objetos que fueron parte de la historia de ilustres personajes ecuatorianos.

En la actualidad la biblioteca ha ampliado sus servicios para ser un "Centro Cultural" que abra las puertas al público a través de sus museos presentando libros, pinturas, reliquias y objetos arqueológicos que han marcado la historia de Ecuador.

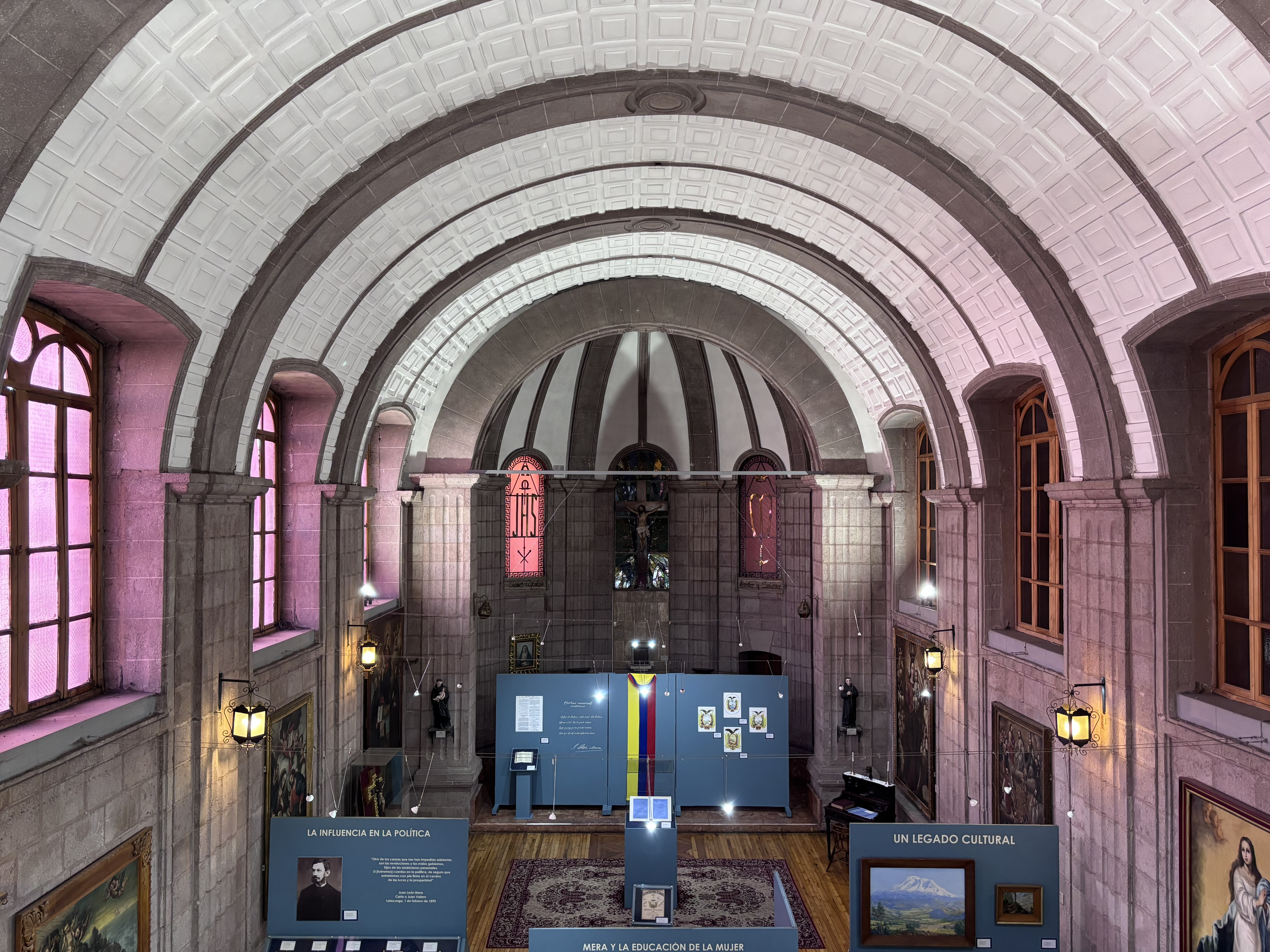
Capilla, interior.
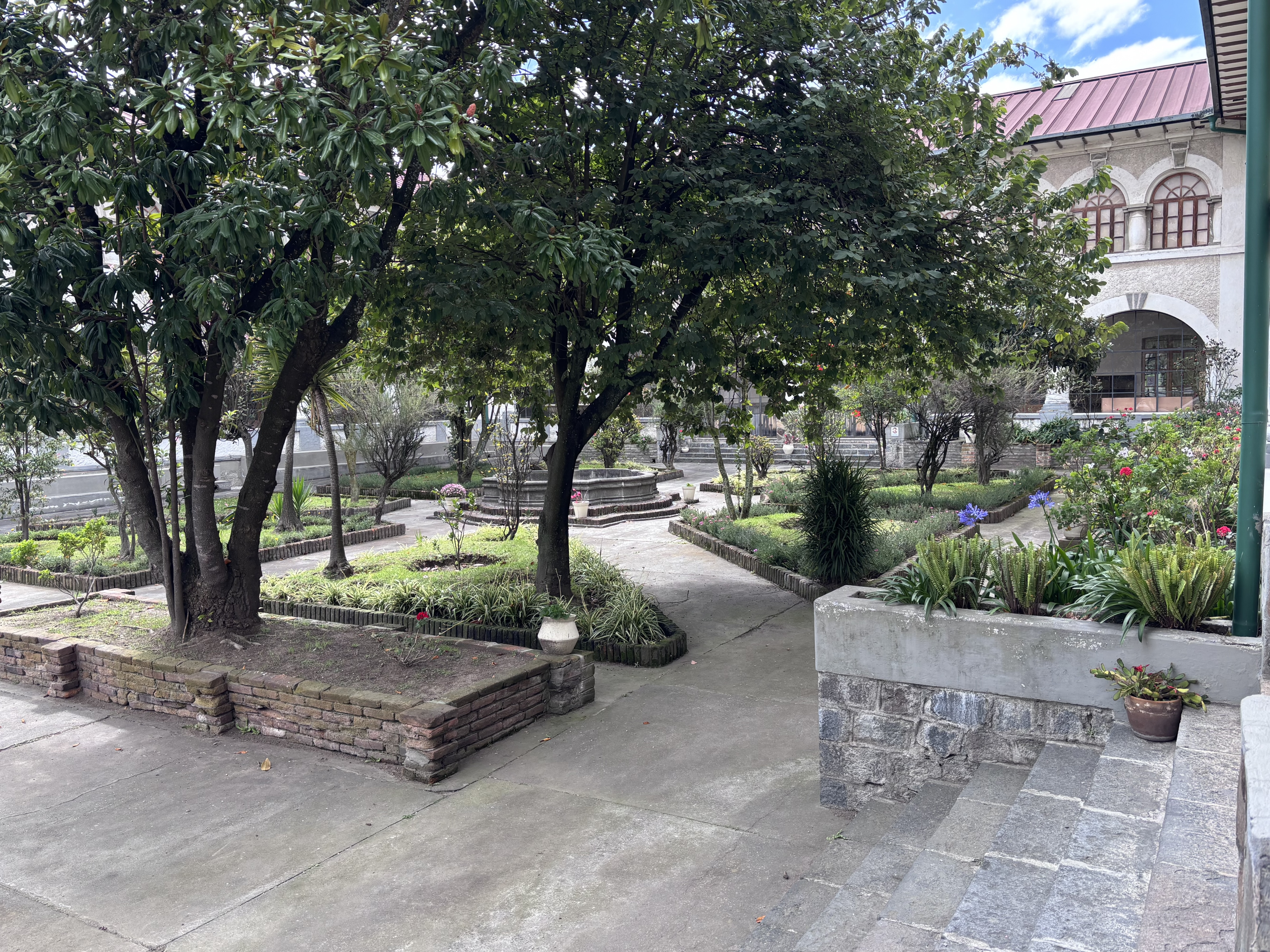
Patio.